# 下村青
下村 青（しもむら あお、1964年1月19日 - 2024年8月13日）は、日本の俳優。青森県三戸町生まれ。血液型はB型。本名および旧芸名は下村 尊則（しもむら たかのり）。

## 来歴・人物

### バトントワリング選手時代
小学生時代、三戸小学校ブラスバンド部でトランペットからテナーサックスへ移行。6年生のとき東京体育館の「全日本マーチングバンド・バトントワリング・全国大会にて小学生部門で優秀な成績を修め、翌年デンマーク・コペンハーゲンの「世界青少年音楽祭」で銀賞を受賞。この時に見たアメリカのマーチングバンドのドラムメジャー（指揮者）の毛皮の帽子と、くるくる回しながら高く投げあげられた指揮杖の格好良さに圧倒され、帰国後、ドラムメジャーに転身。技術習得のために学んだバトントワリングの教則本が運命を変えた。
高校進学を考える時期に、バトントワリングが盛んな大阪や奈良の学校を受験したいと望んだが、周囲から反対され断念する。地元の高校に進学したが、1年生の秋、PL学園で行われたバトントワリング全日本選手権を見て、「自分は井の中の蛙になりたくない」と上京を決意する。保護者や教師らを説得し、高校1年生の3学期から日本体育大学荏原高校へ転入が認められる。この頃には、バトントワリングをスポーツに高める指導者となる夢を持ち、日本体育大学への進学を決めていた。
転入後すぐに第1回バトントワリング選手権の日本予選にエントリーし、ギリギリ通過したのが最初のターニングポイントである。当時は女子の競技者が多く、男子の競技者は一般的に目新しく映り、目立った。それが功を奏し、フジテレビの正月名物番組『新春かくし芸大会』から声がかかり、“Mr.かくし芸”の異名を持つ堺正章にバトントワリングの指導と振り付けをすることになった。ほぼ毎日、授業が終わる時間になると高校にフジテレビの黒塗りの車が迎えにきたという。番組で最優秀個人賞を受賞した堺は、ギャラ以外の賞金をそのまま下村に渡したという。
17歳のとき、所属していた『高山アイコ・バトンスタジオ』の発表会でインタビューをされる下村の声がいい、とマナセプロダクションの曲直瀬正雄が「第2の坂本九にする」と 中村八大、永六輔らのもとで、歌手にするために特訓をさせた。しかし当時の本人はバトントワリング一筋で音痴と自認していたのでレッスンは苦痛でしかなかった。
バトントワリングを学ぶため、アメリカのシアトルやマイアミに短期留学。
全米選手権では、デンバー、ミネアポリス、ヒューストンなどにも遠征した。世界選手権ではトロントからニース、ミラノ、フランクフルトなどのヨーロッパ。JALのCAに「イクスキューズミー？」と言われるほど 真っ黒に日焼けしていた。
第三回の世界選手権が東京に決まると、何としても日の丸を上げるべく推薦が内定していた日体大を辞退し、練習にあけくれた。その結果、東京オリンピックセンターで大会初のメダリストとして銅メダルを獲得。チームとしても出場して同じく3位銅メダル。2つのメダルを手にした後、一週間眠り続けた、という逸話もある。
1983年、全米オープンでアジア人初のグランドチャンピオンとなる。その後、USTAはオープンを廃止し、グランドナショナルズに変わり、外国人は参加できなくなった。ここで燃え尽き感を抱いた下村はバトントワリングのために習っていたバレエ教室の「コーラスライン全国オーディション」のポスターを見て、劇団四季の受験を決意する。しかし、課題の歌と台詞に自信がなく投函をためらい、締め切りギリギリに、あざみ野の劇団四季に直接持って行ったという。オーディションでは 課題のバレエコンビネーションのグランジュッテ（空中で足を開脚するジャンプ）で190度以上開脚し審査員を驚かせた。演出家の浅利慶太は、「何歳の時、東京にでてきたんだ？」とひとつだけ質問をするに留まった。身体の柔軟性と、やりたいことに迷いがないことだけで準合格となった。

### 劇団四季時代
1984年、劇団四季入団。入団後しばらく浅利から「オイ！ 190度！」と呼ばれた。数年後下村は「もし、あの時、オーディションに落ちていたら役者をやろうとは二度と思わなかった」と語っている。舞台デビューは1985年、日生劇場での「コーラスライン」。開幕して5分で落ちるダンサーの役だったが、初日にデビューを飾った。
初舞台の『コーラスライン』や『キャッツ』『エビータ』等では複数の役を演じる。『美女と野獣』ルミエール、『ライオンキング』スカーは日本初演キャストを務め、『ジーザス・クライスト・スーパースター』ロンドン公演のヘロデ王は高く評価された。『ユタと不思議な仲間たち』『ドリーミング』等のオリジナルミュージカルの他、『ハムレット』タイトルロール等ストレートプレイでも活躍した。

### 劇団四季退団後
2007年、退団後は『ブラッド・ブラザーズ』ナレーター、『サイド・ショウ』テリー(日本初演)、「ビクター・ビクトリア」トディ、映画『魚介類山岡マイコ』等に出演。また、『ライオンキング』や『夢から醒めた夢』等劇団四季作品にも客演した。
2010年1月、第一回ファンの集い「甘美の宴」をロアラブッシュで開催。メインフロアで開催予定が、人数が大幅に増加したため一階個室全てを使った。
2012年12月、クリスマススペシャル「第一回 下村尊則の会」、東京會舘ローズルームでディナーショーを開催。ショータイムは歌舞伎舞踊「京鹿子娘道成寺」をもとにした『道成寺夢幻』（監修・振付け：藤間藤太郎、台本：葛西聖司）所作台も拵え、鬘と本衣装で行った。白拍子花子とナレーションの二役を演じた（トークショーのゲストは襲名したばかりの四代目市川猿之助が駆けつけた）。
2013年、四谷婦人会（四谷シモン、コシノジュンコ等）における金子國義の舞台名、四谷桃子を二代目として襲名。
2015年2月、法人個人事務所「アランブルー株式会社」設立。芸名を本名・下村 尊則から下村 青（しもむら あお）に改名。同年3月、ブルーエールに所属。
同年5月1日、エイベックス・ヴァンガード株式会社と業務提携開始。
2015年9月、国立劇場大劇場の舞踊の会において、歌舞伎「本朝廿四孝」〜奥庭の段〜《狐火》の八重垣姫をつとめる（八重垣姫は、いわゆる歌舞伎の三姫の中で最も難しい役と言われている）。
2016年9月、フジテレビ放送『営業部長吉良奈津子』の後半に、大クライアント《シティドリンク》の宣伝部長、野村翔一というドラマのキーマンとなる役でテレビドラマに初出演。
2016年11月、NHK-FM「歌舞伎俳優 中村隼人の邦楽ジョッキー」へ2週にわたりゲスト出演。番組内では坂東玉三郎の母・勘紫恵の日本舞踊の稽古場で、小学生の頃の隼人が一緒だったとわかり意気投合していた。
2017年4月、エイベックスグループの編成替えにより、改称したエイベックス・マネジメントと改めて業務提携開始。
2018年、「スーパー歌舞伎II ワンピース」 4月 大阪松竹座、5月 名古屋御園座にて、エンポリオ・イワンコフ、ブルック、ニューカマー・ケイ役で出演。 
2019年・2020年、「スーパー歌舞伎II 新版オグリ」にてフグ婆・女郎屋女将役で出演。東京・福岡にて公演。公演中に自分が生まれてきた意味を悟ったと言うほど、歌舞伎への思いは強かった。京都公演も予定されていたが、新型コロナウィルス感染症の流行の影響で中止。
2023年、10月30日から11月19日にかけて上演された「夢から醒めた夢」で11年ぶりに夢の配達人を演じ、これが最後のミュージカル出演となった。
2019年度より、青森県三戸町のふるさと応援大使に就任。コロナ禍で活動ができずにいたが、2024年7月5日に母校の小中一貫三戸学園三戸小中学校を訪れ、ゲストティーチャーとして7年生に講演した。「努力が大切。心の針に正直に」と生徒たちにエールを送った。翌日には体育館で生徒のバトン演技による歓迎を受け、実家にあったバトントワリング選手時代のトロフィー複数を生徒たちに贈呈した。
2024年8月16日、個人事務所「アランブルー」の関係者から、青森県の実家で急逝したことが下村の公式X（旧Twitter）を通して公表された。ベッドに横たわっているのを親族が発見した。享年60歳。当初は8月15日午後4時頃亡くなったとされていたが、後の調査により亡くなったのが8月13日と推定されること、また死因は吐しゃ物の誤嚥による窒息と見られることが判明した。
出演を予定していた10月31日～11月16日「ユタと不思議な仲間たち」ペドロ役は、劇団四季時代の盟友でもある芝清道が代役を務めることになった。

## 出演作品

### 舞台

#### 劇団四季公演
1985年
- コーラスライン（日生劇場） - ブッチ 役

1986年
- ロミオとジュリエット（青山劇場） - 道化 役
- キャッツ（新宿南口キャッツシアター） - マンゴジェリー 役
- コーラスライン（全国公演） - ブッチ 役

1987年
- ベラックのアポロ／アンチゴーヌ（第一生命ホール） - ラズミュット氏／伝令 役（二本立て）
- ロミオとジュリエット（青山劇場）
- コーラスライン（近鉄劇場） - グレッグ 役
- キャッツ（1月3日 - 5月31日） - マンゴジェリー 役

1988年
- 35ステップス（青山劇場、全国公演）
- ブレイキング・ザ・コード（セゾン劇場） - ロン・ミラー 役
- 夢から醒めた夢（セゾン劇場） - 夢の配達人 役
- キャッツ（名古屋キャッツシアター） - マンゴジェリー 役

1989年
- ユタと不思議な仲間たち（青山劇場） - ヒノデロ 役

1990年
- キャッツ（福岡キャッツシアター） - マンゴジェリー 役
- ユタと不思議な仲間たち（青山劇場、全国公演） - ヒノデロ 役
- コーラスライン（全国公演、日生劇場） - ポール 役

1991年
- ジーザス・クライスト・スーパースター（1991年 近鉄劇場、ロンドンドミニオン劇場、青山劇場） - ヘロデ 役
  - 「ジーザス・クライスト・スーパースター」ジャポネスクバージョン、青山劇場ロンドン凱旋公演
- キャッツ（札幌キャッツシアター） - マンゴジェリー、スキンブルシャンクス 役 ※札幌公演はマンゴジェリーのみ

1992年
- 女房学校（俳優座劇場） - オラース 役
- ジョン万次郎の夢（日生劇場） - 船長ブルック大佐
- キャッツ（大阪キャッツドーム） - マンゴジェリー 役 ※札幌公演ではスキンブルシャンクス 役
- 思い出を売る男（シアターサンモール） - 広告屋 役
- 永遠の処女テッサ（1992年 青山劇場、新神戸オリエンタル劇場公演、名古屋、福岡公演） - キリル・トリゴーリン 役
- ガラ・コンサート（1992年 新宿文化センターホール、名古屋）

1993年
- ガラコンサート（大阪、福岡）
- コーラスライン - ポール・グレッグ 役（全国公演からその後、日生劇場3ヶ月）
- 思い出を売る男（パルコ劇場、近鉄小劇場） - 広告屋 役
- 女房学校（1993年 テレビアホール） - オラース 役
- 夢から醒めた夢（青山劇場、近鉄劇場） - 夢の配達人 役
- ユタと不思議な仲間たち（青山劇場） - ヒノデロ 役

1994年
- 夢から醒めた夢（青山劇場） - 夢の配達人 役
- ユタと不思議な仲間たち（青山劇場） - ヒノデロ 役
- ジーザス・クライスト・スーパースター（日生劇場、近鉄劇場、韓国国立中央劇場） - ヘロデ王 役
- 魔法をすてたマジョリン（日生劇場） - ニラミンコ 役
- ドリーミング （青山劇場　愛知芸術劇場大ホール） - 夜の女王／ベリリューヌ／ベランゴー 役

1995年
- キャッツ（品川キャッツシアター） - スキンブルシャンクス、ラム・タム・タガー、マンゴジェリー 役
- ジーザス・クライスト・スーパースター エルサレムバージョン（JRシアター、愛知厚生年金会館） - ヘロデ王 役
- 美女と野獣（赤坂ミュージカル劇場、MBS劇場） - ルミエール 役

1996年
- 美女と野獣（赤坂ミュージカル劇場、MBS劇場） - ルミエール 役
- ユタと不思議な仲間たち（JRシアター） - ヒノデロ 役
- ドリーミング（JRシアター） - 夜の女王／ベリリューヌ／ベランゴー 役
- エビータ（日生劇場） - マガルディ 役

1997年
- 美女と野獣（赤坂ミュージカル劇場） - ルミエール 役
- ユタと不思議な仲間たち（MBS劇場） - ヒノデロ 役
- 夢から醒めた夢（MBS劇場） - 夢の配達人 役
- エビータ（全国公演、福岡シティ劇場、日生劇場） - マガルディ 役

1998年
- 美女と野獣（福岡シティ劇場、名古屋ミュージカル劇場、JRシアター） - ルミエール 役
- エビータ（MBS劇場、JRシアター） - マガルディ、ペロン大佐 役
- ドリーミング（MBS劇場） - 夜の女王、ベリリューヌ、ベランゴー 役
- ジーザス・クライスト・スーパースター（ジャポネスク）（四季劇場［秋］） - ヘロデ王 役
- ライオンキング（四季劇場［春］、MBS劇場） - スカー 役
- 長野冬季五輪記念公演「ソング＆バレエ」司会と歌

1999年
- ライオンキング（四季劇場［春］、大阪MBS劇場） - スカー 役
- ジーザス・クライスト・スーパースター〈エルサレム〉（福岡シティ劇場） - ヘロデ王 役
- スルース (探偵)（四季劇場［秋］） - ミロ 役
  - ディズニーミュージカル 「ノートルダムの鐘」 ドイツ公演世界初日パーティーにライオンキング日本初演キャスト代表として参加

2000年
- ライオンキング（四季劇場［春］、大阪MBS劇場） - スカー 役
- スルース〈探偵〉（福岡シティ劇場、近鉄劇場、テレピアホール） - ミロ 役
- 夢から醒めた夢（福岡シティ劇場、四季劇場［秋］） - 夢の配達人 役

2001年
- ハムレット（四季劇場［秋］、新名古屋ミュージカル劇場、近鉄劇場） - ハムレット役（Wキャスト）
- ジーザス・クライスト・スーパースター〈エルサレム〉（四季劇場［秋］、新名古屋ミュージカル劇場） - ヘロデ王 役
- ユタと不思議な仲間たち（全国公演） - ヒノデロ 役

2002年
- アンドロマック（四季劇場［秋］） - ピリュス 役
- ライオンキング（四季劇場［春］） - スカー 役
- コンタクト（四季劇場［秋］） - マイケル・ワイリー 役
- 壁抜け男（全国公演）- デュティユル役

2003年
- コンタクト（大阪MBS劇場）
- ハムレット（全国公演） - ハムレット 役

2004年
- スルース (探偵) （自由劇場） - ミロ 役
- ジーザス・クライスト・スーパースター（エルサレム） （） - ヘロデ王 役

2005年
- エビータ（四季劇場［秋]） - ペロン大佐役
- 思い出を売る男 - 広告屋 役
- ライオンキング - スカー 役
- 異国の丘（四季劇場［秋］） - 九重秀隆 役

2006年
- エビータ（四季劇場［秋］） - ペロン大佐 役
- 異国の丘（地方公演） - 九重秀隆 役

2007年
- エビータ（新名古屋ミュージカル劇場） - ペロン大佐 役

2010年
- ライオンキング（四季劇場［春］） - スカー 役
- スルース〈探偵〉（自由劇場） - ミロ 役

2012年
- ライオンキング（四季劇場［春］） - スカー 役
- 夢から醒めた夢（大阪四季劇場、四季劇場［秋］） - 夢の配達人 役
- 青い鳥 (ミュージカル)（四季劇場［秋］） - 夜の女王、ベリリューヌ、ベランゴー 役
- ジーザス・クライスト・スーパースター〈エルサレム〉（ジャポネスク） - ヘロデ王 役

2014年
- ジーザス・クライスト・スーパースター〈エルサレム〉（自由劇場） - ヘロデ王 役

#### 劇団四季以外
- アニー1986『アニー』（青山劇場） - アンサンブル
- PLAYZONE1986『MYSTERY』（青山劇場） - サンデー 役

2009年
- ブラッド・ブラザーズ （シアタークリエ） - ナレーター

2010年
- ブロードウェイミュージカルSide Show(日本初演)（2010年4月7日 - 4月18日、東京芸術劇場中ホール） - テリー・コナー 役
- Side Showミュージカルライブ（2010年6月10日、シアタークリエ） - テリー 役
- 電劇公演ミュージカル ゴール（2010年12月16日 - 12月19日、俳優座劇場）

2011年
- Stepping out 〜ステッピング・アウト〜 （2011年4月15日 - 23日、東京・シアター1010）
- Side Showミュージカルライブ （2011年6月18日 東京・恵比寿ザ・ガーデンホール） - テリー 役
- ビクター・ビクトリア （2011年7月16日 - 24日、東京・ル・テアトル銀座） - トディ 役
- ブロードウェイミュージカルSide Show（2011年10月1日 - 10月10日、東京・シアター1010、10月15日、大阪・森ノ宮ピロティホール） - テリー 役
- 真田十勇士〜ボクらが守りたかったもの〜（2011年12月2日 - 12月11日、天王洲銀河劇場） - 徳川家康 役
- ジパング・パイレーツ（2011年12月21日 - 12月28日、笹塚ファクトリー） - ザンギ 役

2012年
- 「下村尊則の会〜道成寺夢幻〜」（2012年12月17日、東京會舘ローズルーム）

2013年
- 魔劇「今日からマ王！」魔王誕生編（2013年4月25日 - 5月6日、博品館劇場） - フォングランツ・アーダルベルト 役
- WORLD（2013年10月18日 - 27日、東京・シアター1010） - 柳原正輝 役

2015年
- ミュージカル「忍たま乱太郎」第6弾 再演 〜凶悪なる幻影！〜（2015年6月19日 - 7月5日、シアターGロッソ） - 黄昏甚兵衛 役（特別出演）
- 魔劇「今日からマ王！」魔王再降臨（2015年10月1日 - 12日、全労済ホールスペースゼロ） - フォングランツ・アーダルベルト 役
- 藤彩会  歌舞伎「本朝廿四孝」〜奥庭の段〜『狐火』（2015年9月13日、国立大劇場） - 八重垣姫 役
- 「座・花御代コンチェルト」（2015年11月6日 - 19日、渋谷・シブゲキ） - カリスマ芸妓・ひな菊 役

2016年
- 魔劇「今日からマ王！」魔王暴走編　（2016年11月3日 -13日、全労済ホール スペース・ゼロ） - フォングランツ・アーダルベルト 役[10]

2017年
- 狂言plus vol.5「狂言、歌謡曲、落語、ミュージカルのコラボ」（2017年5月14日、セルリアンタワー能楽堂）[11]
- ミュージカル「冒険者たち〜この海の彼方へ〜」（2017年8月4日 - 6日） - ノロイ 役[12]
- ミュージカル『Search〜チルの人たち〜』（2017年8月11日 - 12日、名古屋市東文化小劇場） - 闇夜の女王 役[13]
- 第一回 下村青の会（2017年11月5日、如水会館）[14]

2018年
- アンフェアな月（2018年2月22日 - 3月4日、天王洲 銀河劇場） - 羽田智夫 役
- スーパー歌舞伎II ワンピース（大阪公演・名古屋公演）（2018年4月1日 - 25日、大阪松竹座 / 5月3日 - 27日、御園座） - ブルック、イワンコフ（Wキャスト）、ニューカマー・ケイ（Wキャスト）
- 2.5次元ダンスライブ『S.Q.S』 Episode 2「星芒の彼方－月野百鬼夜行綺譚－」（2018年11月1日 - 11日、ヒューリックホール東京） - 妖刀村正 役

2019年
- スーパー歌舞伎Ⅱ 新版 オグリ（2019年10月6日 - 11月25日、新橋演舞場 / 2020年2月4日 - 25日、博多座） - フグ婆・女郎屋女将 役

2022年
- 浪漫舞台 新装『走れメロス』 〜小説 太宰治〜（2022年3月5日・6日、森ノ宮ピロティホール / 2022年3月12日 - 21日、自由劇場） - 山崎晴弘 役[15]
- 「シェイクスピア物語〜真実の愛〜」〜SHAKESPEARE OF TRUE LOVE〜（2022年4月15日 - 24日、KAAT 神奈川芸術劇場ホール / 5月20日 - 22日、森ノ宮ピロティホール） - フィリップ・ヘンズロー 役[16]
- 「リプシンカ ～ヒールをはいた男!?たち～」（2022年6月17日 - 19日、COOL JAPAN PARK OSAKA TTホール / 6月22日 - 26日、博品館劇場） - ドロシー・オズボーン 役[17]
- 「えんとつ町のプペル」（2022年12月3日 - 15日、大阪なんばYES THEATER） - ベラール 役[18]

2023年
- 市川猿之助奮闘歌舞伎公演（2023年5月3日 - 28日、明治座）[19]
  - 不死鳥よ 波濤を越えて －平家物語異聞－ - 宰相武完 役
  - 御贔屓繋馬 - 女非人・熊手のお爪 役

2024年
- ルードウィヒ・B 〜HEART SONG（運命の扉は開かれた）〜（2024年5月7日、東京オペラシティ コンサートホール） - リヒノスキー侯爵 役[20]

### 浅利演出事務所
- 「オンディーヌ」（2015年4月19日 - 5月5日） - 侍従 役[21]
- 「この生命誰のもの」（2017年6月4日 - 11日） - 江間隆 役[22]
- 「夢から醒めた夢」（2017年6月9日 - 22日） - デビル 役[23] / （2023年10月30日 - 11月19日） - 夢の配達人 役[24]
- 「ユタと不思議な仲間たち」（2019年4月19日 - 5月6日、2021年10月22日 - 11月14日） - ペドロ 役[25][26]

### テレビドラマ
- 木曜劇場 営業部長 吉良奈津子 第8話 - 最終話（2016年9月8日 - 22日、フジテレビ系） - 野村翔一 役[27]
- プレミアムよるドラマ 幕末グルメ ブシメシ! 第4話 - 第6話（2017年1月31日 - 2月14日、NHK BSプレミアム / 他） - 家老・渡辺 役[28][29][30]

### テレビ バラエティ
- 超入門!落語THE MOVIE 春スペシャル「藪いり」（2017年5月2日、NHK総合）[28]

## バトントワリング競技での実績
- 1980年 第1回世界バトントワリング選手権大会 個人男子 5位入賞[31]
- 1981年 第2回世界バトントワリング選手権大会 個人男子 5位入賞[32]
- 1982年 第3回世界バトントワリング選手権大会 個人男子 銅メダル[33]
- 1982年 第3回世界バトントワリング選手権大会 団体 銅メダル（高山アイコバトンスタジオ）[34]
- 1983年 第4回世界バトントワリング選手権大会 個人男子 銅メダル[35]
- 1983年7月 USTA全米バトンオープン選手権ボーイズ グランドチャンピオン（日本人初）[36]
- 1984年 第5回世界バトントワリング選手権大会 個人男子 5位入賞[37]
- 1985年 第6回世界バトントワリング選手権大会 個人男子 4位入賞[38]